# Убице (стрип)
Убице је 5. епизода стрип серијала Дилан Дог. Објављена је у бившој Југославији као специјално издање Златне серије у издању Дневника из Новог Сада у фебруару 1987. године. Коштала је 460 динара.

## Оригинална епизода
Наслов оригиналне епизоде гласи Gli uccisori. Објављена је 01.02.1987. Епизоду је нацртао Лука Делумо, сценарио написао Тициоано Склави. Насловну страницу је нацртао Клаудио Вила.

## Кратак садржај
Епизода започиње са неколико убистава наизглед мирних људи. Месар, отац четворочлане породице, касирка у супермаркету извршавају свирепе злочине над својим купцима и својим ближњима. Следећег дана, у посету Дилану Догу долази бизарни професор Х. Г. Велс, захтевајући да му помогне да реши мистериозни талас убиства. Дилан одлази у полицијску станицу у којој га напада један службеник полиције. Разговарајући с Блоком о таласу насиља, Дилан открива да су сви злочини почињени апаратима за кућанство које је дистрибуирало трговинско предузеће ”Картер”, које је у власништву моћне корпорације ”Тод”. (Корпорација контролише 22% енглеске привреде и 1,3% светске. У власништву има још 32 фирме.)

## Значај епизоде
Главна идеја изражена је у намери власника корпорације ”Тод” који жели да на улицама изазове насиље, страх и хаос да би након тога могао да успостави поредак у коме ће он имати доминантну улогу. Ова идеја се поново појављује у 341. епизоди У служби хаоса, која је оригинално објављена 2015. године.

## Занимљивости
Прича је највероватније инспирисана филмом Град ће бити уништен у зору Џорџа Ромера (1973) у којем бактериолошко оружје изазива епидемију насиља у једном градићу у Пенсилванији. Помиње се и британска телевизијска серија Survivors, која се емитовала на ББЦ-у (1975-1977).
Х. Г. Велс личи на британског глумца Дејвида Нивена. Његово име је, међутим, почаст писцу Х. Г. Велсу који је аутор неколико научно-фантастичних прича као што су Невидљиви човек, Времеплов, Острво Др. Мороа и Рат светова. Многе од овох епизода инспирисале су различите епизоде Дилан Дог серије.

## Прерада ове епизоде
Епизода је пррерађена у оквиру Пост-метеорског циклуса под називом Убица. У Италији је премијерно објављена 2020, а у Србији 2022. у оквиру луксузне едиције Дилан Дог 666, а потом у оквиру регуларне едиције под #196.

## Претходна и наредна епизода
Претходна епизода носи наслов Привиђење Ане Невер (#4), а наредна Демонска лепота (#6).